# Danny Fagan
Danny Fagan (ur. 6 grudnia 1967) – australijski judoka.
Uczestnik mistrzostw świata w 1991, 1993, 1995, 1997 i 1999. Startował w Pucharze Świata w 1995, 1998 i 1999. Zdobył sześć medali mistrzostw Oceanii w latach 1990 - 2000. Mistrz Australii w 1989, 1990, 1993, 1995, 1996, 1997 i 1999 roku.